# 이우헌
이우헌(1902년 9월 27일~1975년 4월 23일)은 대한민국의 정치인이다. 제6·7대 국회의원을 지냈다.

## 역대 선거 결과
|  | 44.35% |

|  | 53.82% |